# Herbert Wöhlbier
Herbert Wöhlbier (* 21. August 1902 in Bergzow, Kreis Jerichow II; † 9. Februar 1997 in Clausthal-Zellerfeld) war ein deutscher Bergbaukundler.

## Leben

### Familie und Ausbildung
Der evangelisch getaufte Herbert Wöhlbier war der Sohn des Rektors Friedrich Wöhlbier und dessen Ehegattin Elvira geborene Maise. Er war der jüngere Bruder des Agrarwissenschaftlers, Agrikulturchemikers und Fütterungsexperten Werner Wöhlbier.
Sein Abitur legte Wöhlbier am Martin-Luther-Gymnasium in der Lutherstadt Eisleben ab. Im Anschluss studierte er Geophysik, Mineralogie und Bergbaukunde an der Technischen Hochschule München, der Bergakademie Clausthal und der Technischen Hochschule Breslau. Dort erwarb er 1929 den akademischen Grad eines Diplom-Ingenieurs, 1931 jenen eines Doktors der Ingenieurwissenschaften. Während seines Studiums in Clausthal wurde er 1925 Mitglied der Burschenschaft Schlägel und Eisen.
Herbert Wöhlbier heiratete 1931 Hildegard Seiler. Aus dieser Verbindung entstammten die Söhne Reinhard und Friedrich.
Wöhlbier starb 1997 im Alter von 94 Jahren.

### Beruflicher Werdegang
Herbert Wöhlbier bekleidete während seiner Studienzeit in Breslau eine Stelle als Wissenschaftlicher Assistent bei Georg Spackeler. Nach einer darauffolgenden mehrjährigen Tätigkeit als Abteilungsleiter im Bergbau folgte er 1941 einem Ruf auf die ordentliche Professur der Bergbaukunde sowie die Direktion des Staatlichen Braunkohle-Forschungsinstituts an der Bergakademie Freiberg. 1948 wechselte er als ordentlicher Professor für Bergbaukunde und Direktor des Instituts für Bergbau an die Bergakademie Clausthal, die spätere Technische Universität Clausthal. Wöhlbier, der dort von 1962 bis 1964 das Rektorenamt ausübte, wurde 1977 emeritiert. 
Am 20. Dezember 1976 wurde er mit dem Verdienstkreuz am Bande des Verdienstordens der Bundesrepublik Deutschland ausgezeichnet.
Herbert Wöhlbier, der zum Mitglied des internationalen Büros für Gebirgsmechanik an der Deutschen Akademie der Wissenschaften Berlin sowie des Internationalen Komitees für Bergbau gewählt wurde, zählte zu den führenden Bergbaukundlern Deutschlands seinerzeit.

## Schriften
- Untersuchungen an Gesteinen der Zechsteinformation zur Klärung von Gebirgsdruckfragen im Mansfelder Kupferschieferbergbau und im Kalibergbau. Dr.-Ing-Dissertation, Technische Hochschule Breslau, 1931, Knapp, Halle, 1931
- Untersuchungen über Beanspruchungen des Gleisrostes in Braunkohlentagebaubetrieben. Knapp, Halle, 1938
- Erkenntnisse aus bisherigen Gebirgsdruckmessungen in bezug auf den Grubenausbau. in: Sonderdruck aus Bergbauwissenschaften, Nr 41., Hübener, Goslar, 1955
- zusammen mit Denis Ambatiello: Stand der Gebirgsdruckforschung im russischen Bergbau. Hübener, Goslar, 1956
- Internationaler Kongreß für Gebirgsdruckforschung in Paris 1960. Hübener, Goslar, 1960
- Zusammenhang zwischen Chemismus und Druckfestigkeit von Karbongesteinen – seine korrelative und funktionelle Bedeutung. Hübener, Goslar, 1961
- Fließ- und Druckverhalten von Schüttgütern in Bunkern – Überblick über Forschungsergebnisse des Instituts für Bergbau der TU Clausthal. Institut für Bergbau, Clausthal-Zellerfeld, 1969